# Canton de Lafrançaise
Le canton de Lafrançaise est un ancien canton français du département de Tarn-et-Garonne.

## Communes
Le canton de Lafrançaise comprenait les 4 communes et comptait 5 099 habitants (population municipale) au 1er janvier 2010.
| Nom            | Code Insee | Intercommunalité          | Superficie (km2) | Population (dernière pop. légale) | Densité (hab./km2) |
| -------------- | ---------- | ------------------------- | ---------------- | --------------------------------- | ------------------ |
| Lafrançaise    | 82087      | CC du Pays de Lafrançaise | 50,82            | 2 874 (2014)                      | 57                 |
| Montastruc     | 82120      | CC du Pays de Lafrançaise | 4,67             | 329 (2014)                        | 70                 |
| L'Honor-de-Cos | 82076      | CC du Pays de Lafrançaise | 32,07            | 1 549 (2014)                      | 48                 |
| Piquecos       | 82140      | CC du Pays de Lafrançaise | 7,79             | 404 (2014)                        | 52                 |

## Représentation

### Conseillers généraux de 1833 à 2015
| Période | Période      | Identité                   | Étiquette               | Qualité |
| ------- | ------------ | -------------------------- | ----------------------- | --- |
| 1833    | 1861         | Louis Jordanet             |                         | Avocat, juge de paix à Lafrançaise                                                                                    |
| 1861    | 1871         | Charles Alexandre de Broca |                         | Président du Tribunal civil de Montauban                                                                              |
| 1871    | 1886         | Jules Etienne Jordanet     | Républicain             | Maire de Lafrançaise (1865-1884)                                                                                      |
| 1886    | 1892         | Adrien de Broca            | Droite                  | Avocat |
| 1892    | 1940         | Ferdinand Bordaries        | RG                      | Avocat - Docteur en médecine Maire de Lafrançaise (1896-1942)                                                         |
|         |              |                            |                         | |
| 1945    | 1949         | Hervé Serres               | Rad.                    | Avocat à Paris puis secrétaire général de la Préfecture de Tarn-et-Garonne                                            |
| 1949    | 1960 (décès) | Philibert Baraire          | Rad.                    | Maire de L'Honor-de-Cos (1935-1944 et 1944-1959)                                                                      |
| 1960    | 1973         | Antonin Ver                | Rad. puis MRG           | Directeur de collège Député (1962-1978) Maire de Lafrançaise (1957-1971)                                              |
| 1973    | 1979         | Pierre Mas                 | UDF-CDS                 | Entrepreneur Maire de Lafrançaise (1971-1977)                                                                         |
| 1979    | 1985         | Hervé Sabatié              | PS                      | Principal de collège Maire de Lafrançaise (1977-2001)                                                                 |
| 1985    | 2015         | Jacques Roset              | UDF puis DVD puis MoDem | Vétérinaire Conseiller municipal de Lafrançaise puis Conseiller municipal de Piquecos Conseiller régional (1986-1998) |

### Conseillers d'arrondissement (de 1833 à 1940)
| Période                                  | Période      | Identité            | Étiquette                         | Qualité |
| ---------------------------------------- | ------------ | ------------------- | --------------------------------- | --- |
| 1833                                     | 1848         | François Daiché     |                                   | Notaire, maire de Piquecos (1841-1848)                                                                      |
|                                          |              |                     |                                   | |
| 1877                                     | 1886 (décès) | Antoine Léon Daiché |                                   | Avocat, maire de Piquecos (1871-1886)                                                                       |
|                                          |              |                     |                                   | |
| 1895                                     |              | M. Bourthoumieu     | Républicain progressiste (modéré) | Propriétaire à Lafrançaise                                                                                  |
|                                          |              |                     |                                   | |
| 1913                                     |              | M. Laforgue         | RG                                | Médecin |
|                                          |              |                     |                                   | |
| 1925                                     | 1940         | Théophile Serres    | RG                                | Président de la société de secours mutuel Saint-Georges à Lafrançaise                                       |
| 1940                                     |              |                     |                                   | Les conseils d'arrondissement ont été suspendus par la loi du 12 octobre 1940 et n'ont jamais été réactivés |
| Les données manquantes sont à compléter. |              |                     |                                   | |

## Démographie
| 1962  | 1968  | 1975  | 1982  | 1990  | 1999  | 2006  | 2011  | 2012  |
| ----- | ----- | ----- | ----- | ----- | ----- | ----- | ----- | ----- |
| 4 036 | 4 149 | 4 183 | 4 432 | 4 468 | 4 526 | 4 931 | 5 128 | 5 131 |